# Theta Antliae
Theta Antliae (θ Ant, θ Antliae) é uma estrela binária na constelação de Antlia. Tem uma magnitude aparente combinada de +4,78; a magnitude do componente mais brilhante é de +5,30 enquanto a do componente secundário é de +6,18. Com base em medições de paralaxe, o sistema está a uma distância de cerca de 340 anos-luz (104 parsecs) da Terra.
O componente primário do sistema, θ Ant A, tem uma classificação estelar de A8 Vm, indicando que é uma estrela de classe A da sequência principal com linhas metálicas destacadas no espectro. O componente secundário, θ Ant B, é uma estrela gigante com uma classificação de G7 III. As duas estrelas têm um período orbital de 18,3 anos, uma excentricidade de 0,445, e estão separadas no céu por 0,1 segundos de arco.